# 施洛普湖
53°45′05″N 7°31′13″E / 53.751502°N 7.520399°E

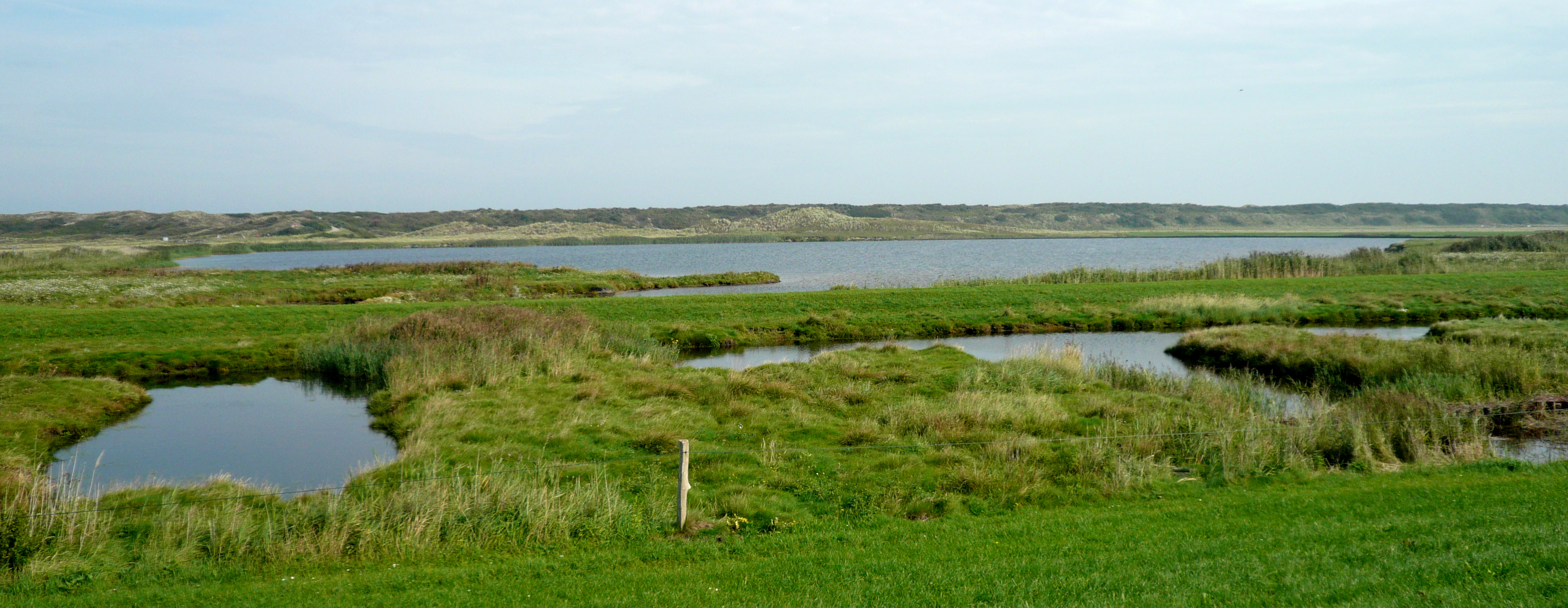

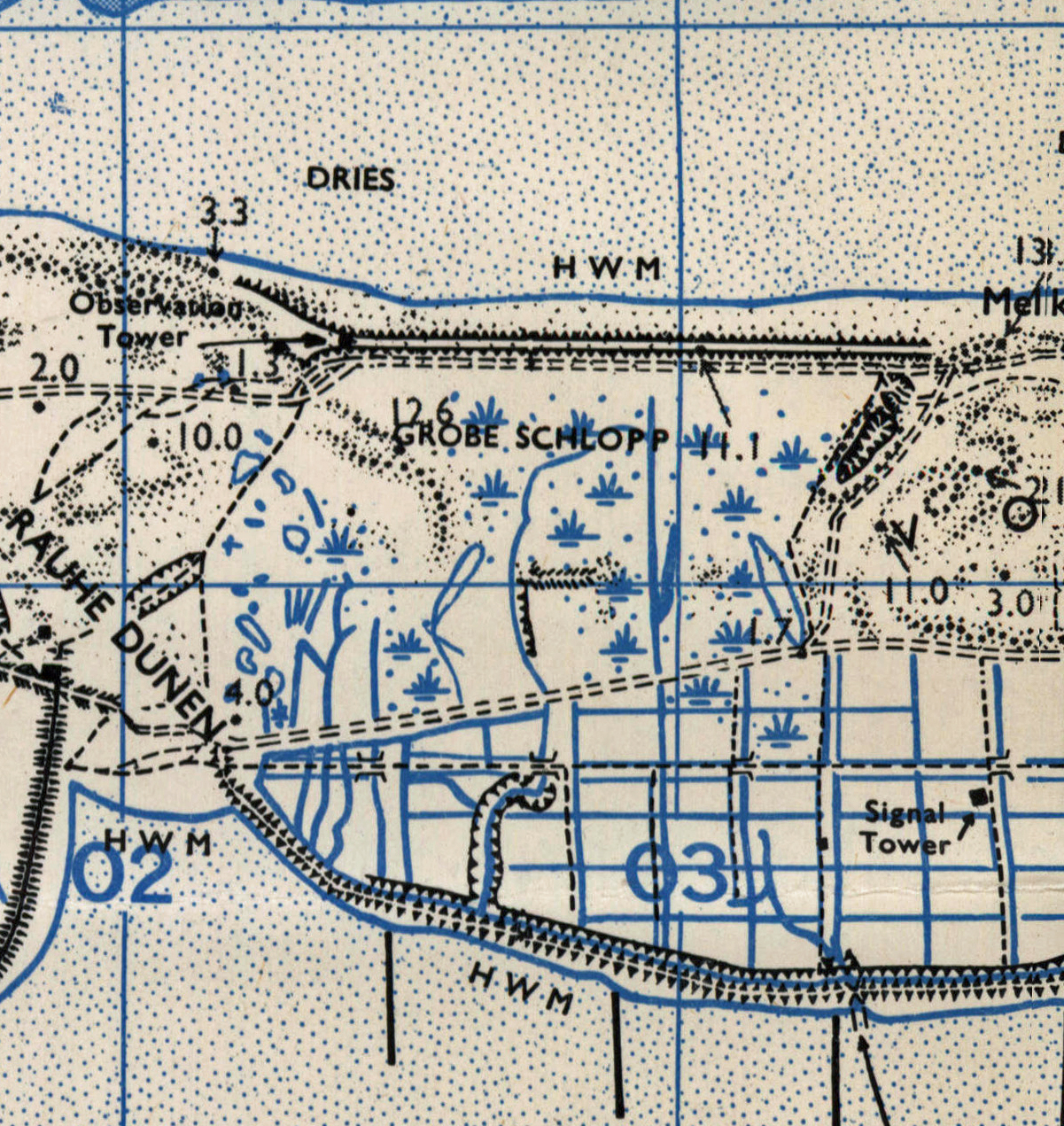

施洛普湖（德語：Schloppsee），是德國的湖泊，位於該國西北部，由下薩克森州負責管轄，處於維特蒙德縣，長0.2公里、寬0.2公里，面積0.03平方公里，海拔高度8.5米，最大水深12米。